# Музеј рударства и металургије Бор
44° 04′ 30″ С; 22° 05′ 58″ И / 44.07488° С; 22.09955° И
Прва иницијатива за оснивање музеја у Бору покренута је 15. децембра 1950. године. Запошљавањем првих стручњака 1961. године, Музеј је почео са радом под називом "Народни музеј", а почетком 1974. године овај музеј мења име у "Музеј рударства и металургије".

## Историјат

#### Оснивање
Прве иницијативе за оснивање Музеја у Бору потекле су од Градског одбора Савеза бораца у Бору крајем 1950. године, који је формирао "Иницијативни одбор за отварање Музеја" од 8 чланова друштвено политичких, јавних и културних радника. 

## Концепција
Године 1961. Скупштина општине Бор поставља и прве стручњаке, квалификоване музеологе, који постављају тезе за израду основне концепције Музеја. 
На бази богатих искустава у области рударства и металургије, ангажујући више научних дисциплина, вршећи стално прикупљање грађе и материјала из области историјског развоја рударства и металургије од најранијих времена до савремених достигнућа, Музеј рударства и металургије у Бору спроводи и развија основну концепцију.

## Сарадња
У свом континуираном раду на прикупљању грађе и материјала од интереса за дескрипцију историјског развоја рударства и металургије, овај Музеј у извршавању својих планских задатака има широки круг сарадника стручњака различитих профила и научних институција, у обостраном ангажовању на заједничким пројектима. На бази колегијалне сарадње јавља се велики број сарадника: 
- Институт за рударство и металургију Бор[3]
- Технички факултет Бор[4]
- Народни музеј у Београду[5]

Привредну и другу сарадњу Општине Бор и РТБ Бор са другим општинама и градовима у земљи и иностранству прати и културна сарадња у којој значајне програме реализује Музеј рударства и металургије.

## Стручна одељења
- Археолошко
- Етнолошко

#### Археолошко одељење
Археолошко одељење формирано је оснивањем самог музеја, запошљавањем првих археолошких стручњака 1961. године. Прва систематска археолошка истраживања предузета су у Лазаревој пећини.
Открићем праисторијског рудокопа у селу Рудна Глава покренут је вишегодишњи пројекат "истраживање рударства и металургије".

##### Предмети археолошког одељења
- Керамички жртвеници - налази предмета ове врсте чак и у окнима рудокопа, на великим дубинама испод земљине површине, указује на то, да је религија у свом примитивном облику, као магија, имала велики значај у животу винчанских рудара који су себе и резултате свог мукотрпног рада магијом бранили и штитили од злих сила, односно природних појава које нису знали да објасне.
- Бронзани појас - најзначајнији налаз који се тиче бронзаних предмета је бронзани појас из Лазареве пећине који је нађен непосредно уз стену. Услови под којима је нађен пре наводе на претпоставку да је појас ту остављен - затурен или привремено склоњен, него да се ради о деловима оставе. Појасну гарнитуру чине 6 плочица правоугаоног пресека, копча из два дела, на два краја појаса од којих се један део завршава рупом, а други је на крају повијен тако да могу да се споје. Плочице су, као и копче, рађене у техници ливења са накнадном обрадом спољне површине. Основни украс на појасу чине концентрични кругови који су ливени заједно са плочом или су накнадно врло прецизно изведени. Као украс делују и по две таласасте траке на сваком чланку појаса. Оне су настале приликом ливења, с тим што су поједини троугаони исечци касније пробијени. Најзад на сваком делу појасне гарнитуре, на њиховим ивицама, налази се неправилно таласаста линија која је изведена после ливења.

#### Етнолошко одељење
Етнолошко одељење Музеја рударства и металургије формирано је 1961. године. Програмска концепција одељења опредељена је заштити, истраживању, интерпретацији и презентацији мултикултурне баштине Бора и околине, у периоду од 18. до 20. века. Етнолошко одељење велику пажњу поклања проучавању рударства. 

## Издавачка делатност
Двотомна монографија и Бор и околина објављена је у оквиру издавачке делатности Музеја рударства и металургије у Бору. Први том Бор и околина. Прошлост и традиционална култура, објављен је 1973. г.
Други том Бор и околина. Природни услови, становништво, друштвени и економски развој, објављен је 1975. г.<ref>„Званични сајт Завичајног одељења Народне библиотеке Бор”. Архивирано из оригинала 04. 02. 2015. г. Приступљено 05. 02. 2015.</ref

== Галерија ==
<center>
- Свечана рударска униформа
- Рударски експонати
- Жртвеници
- Експонати из Музеја
- Бронзани појас из Лазареве пећине
- Рударска лампа
- Свећњак из Рујишта
- Рударске светиљке
- изложбени простор
- етнологија
- макета сеоске куће
- влашка ношња
- фигурине од печене земље
- Питос
- налази из 4. века п.н.е.
- жртвеник
- делови бронзаног појаса